# Pierre de Beaumarchais
Pierre Augustin Caron de Beaumarchais, född  24 januari 1732 i Paris, död där den 18 maj 1799, var en fransk dramatiker. 

## Biografi
Beaumarchais var först verksam som urmakare liksom sin far. Han fick sedermera anställning vid hovet, gifte sig rikt och tog sig namnet Duverney. 1764 besökte han Spanien i affärsangelägenheter. Enligt egna uppgifter var han där för att hämnas sin syster, som övergivits av en Clavijo. Resan gav honom inspiration till dramat Eugénie (1767), som i sin tur inspirerade Johann Wolfgang von Goethe till sitt sorgespel Clavigo. En process som Beaumarchais startade 1770 mot Joseph Pâris dit Duverneys arvinge angående fordringar på dödsboet blev det stora genombrottet för honom. Han förlorade visserligen målet, men blev flitigt kommenterad i pressen och han vann den allmänna opinionen på sin sida i saken. 
Mest känd är han som författare till Le Barbier de Seville (1775; "Barberaren i Sevilla"), som tonsattes av Rossini, och Le Mariage de Figaro ou la Folle Journée (1778; ("Figaros bröllop eller Den tokiga dagen"), som omgjordes för operascenen och tonsattes av Mozart. Pjäsen, som förorsakade honom stora problem med myndigheterna och kunde ha premiär först 1783, kostade honom en period i fängelset St. Lazare, på grund av sina subversiva tendenser. 
Bland hans senare pjäser märks främst La mère coupable (1792). 
Beaumarchais nedlade senare under hemlig medverkan av franska regeringen stort arbete på att understödja det amerikanska frihetskriget. Under franska revolutionen levde han under några år i landsflykt, och behandlades därigenom som emigrant och fick sina ägodelar beslagtagna och ruinerades därigenom. Han återvände 1796 till Frankrike och dog tre år senare.
Hans samlade verk utgavs första gången 1803.

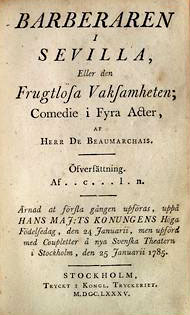
Titelbladet till 1785 års svenska utgåva av Beumarchais' pjäs.

## Bilder

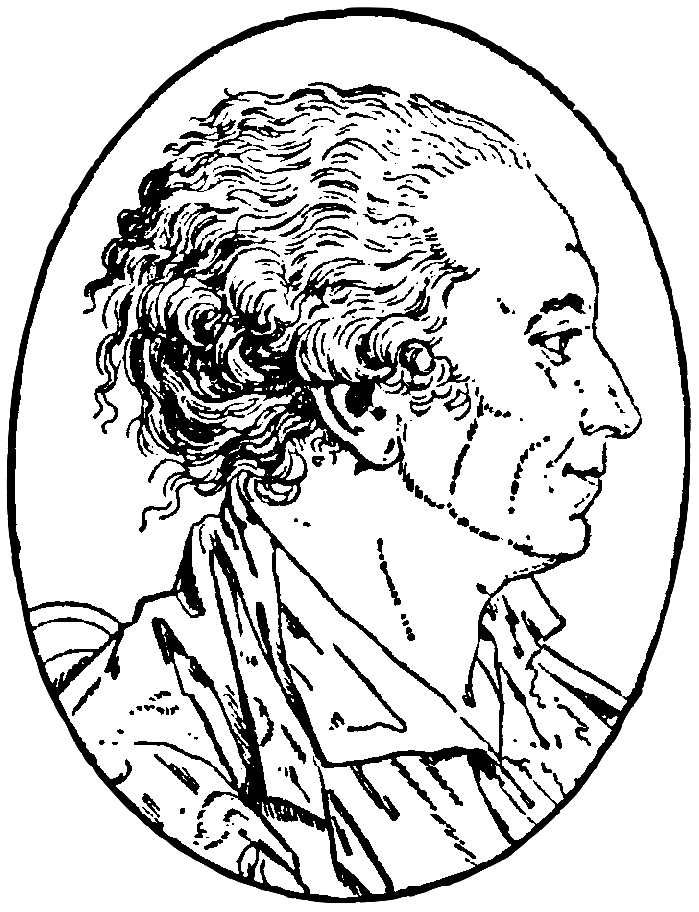
Pierre Augustin Caron de Beaumarchais (1732-1799)
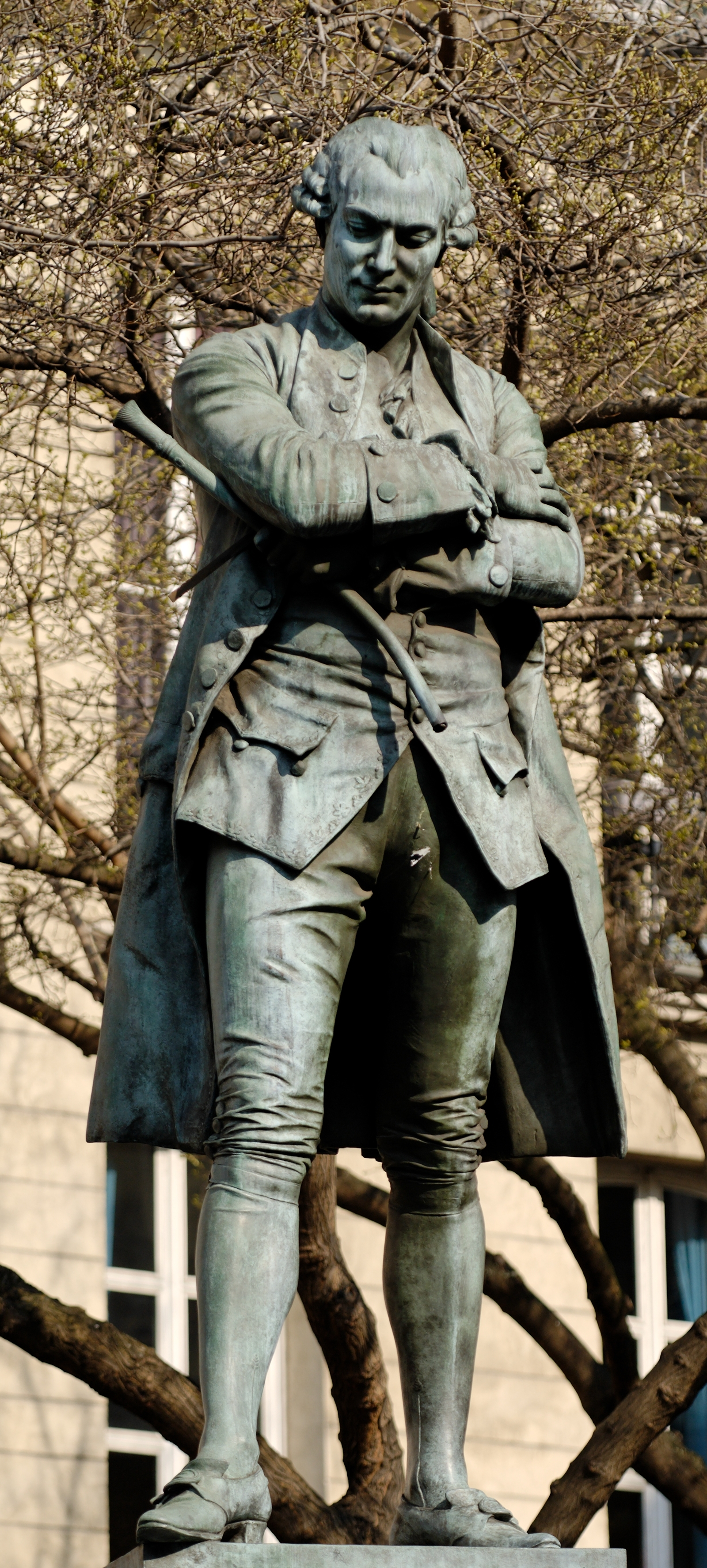
Staty i Paris

## Barberaren i Sevilla på svenska scener
Se även huvudartikel: Barberaren i Sevilla (pjäs).
Pjäsens första version av Beumarchais (från 1775) hade premiär i Sverige i på Munkbroteatern i Stockholm 25 januari 1785.
Den blev en succé och gavs 76 gånger på Munkbroteatern fram till 1799. Den sattes även upp 1796 på Dramaten. Den slutgiltiga versionen av pjäsen gavs dock inte i Sverige förrän år 1825.